# Albero quadramentale

Un albero quadramentale a punti.

Un albero quadramentale, spesso indicato con il termine inglese "quadtree", è una struttura dati ad albero non bilanciata nella quale tutti i nodi interni hanno esattamente quattro nodi figli. I quadtree sono spesso usati per partizionare uno spazio bidimensionale suddividendolo ricorsivamente in quattro quadranti, comunemente denotati come Nord-Est, Nord-Ovest, Sud-Est, Sud-Ovest.
Utilizzi comuni di questo tipo di strutture sono i seguenti:
- Rappresentazione di immagini;
- Indicizzazione spaziale;
- determinazione di collisioni in due dimensioni;
- Memorizzazione di dati sparsi, come la memorizzazione di informazioni di formattazione per un foglio elettronico o per calcoli su matrici.

I alberi quadramentali sono i corrispondenti in due dimensione degli alberi ottali (chiamati anche "octree") .
I quadtree sono strutture dati ad albero in cui l'immagine è divisa in 4 quadranti; procedendo in senso orario e  partendo da quello in alto a sinistra, per ogni quadrante si controlla se è uniforme: se non lo è si ripete il procedimento per quel quadrante fino al raggiungimento di zone uniformi (al massimo si arriva al singolo pixel).

## Alberi quadramentali come rappresentazioni spaziali 2D
Gli alberi quadramentali PR (Punto Regione) rappresentano un insieme di punti in due dimensioni che decompongono la regione che li contiene in quattro sotto-quadranti, che possono, a loro volta venir decomposti, e così via sino ai nodi foglia. Gli stop-criteria generalmente utilizzati sono due:
- La foglia contiene un numero di punti inferiore ad un numero massimo prefissato
- La foglia ha un'area minima

## Pseudocodice

### Classe QuadTree
Questa classe rappresenta sia un albero quadramentale che un nodo dove è radicato.
```
class
 QuadTree
{
  
// Arbitrary constant to indicate how many elements can be stored in this quad tree node

  
constant int
 QT_NODE_CAPACITY = 4;

  
// Axis-aligned bounding box stored as a center with half-dimensions

  
// to represent the boundaries of this quad tree

  
AABB
 boundary;

  
// Points in this quad tree node

  
Array of XY [size = QT_NODE_CAPACITY]
 points;

  
// Children

  
QuadTree*
 northWest;
  
QuadTree*
 northEast;
  
QuadTree*
 southWest;
  
QuadTree*
 southEast;

  
// Methods

  
function
 __construct(
AABB
 _boundary) {...}
  
function
 insert(
XY
 p) {...}
  
function
 subdivide() {...} 
// create four children that fully divide this quad into four quads of equal area

  
function
 queryRange(
AABB
 range) {...}
}
```

### Inserimento
Il seguente metodo inserisce un punto all'interno della zona desiderata di un albero quadramentale.
```
class
 QuadTree
{
  ...

  
// Insert a point into the QuadTree

  
function
 insert(
XY
 p)
  {
    
// Ignore objects that do not belong in this quad tree

    
if
 (!boundary.containsPoint(p))
      
return
 
false
; 
// object cannot be added

    
// If there is space in this quad tree, add the object here

    
if
 (points.size < QT_NODE_CAPACITY)
    {
      points.append(p);
      
return
 
true
;
    }

    
// Otherwise, subdivide and then add the point to whichever node will accept it

    
if
 (northWest == 
null
)
      subdivide();

    
if
 (northWest→insert(p)) 
return
 
true
;
    
if
 (northEast→insert(p)) 
return
 
true
;
    
if
 (southWest→insert(p)) 
return
 
true
;
    
if
 (southEast→insert(p)) 
return
 
true
;

    
// Otherwise, the point cannot be inserted for some unknown reason (this should never happen)

    
return
 
false
;
  }
}
```

### Query range
Il metodo seguente trova tutti i punti contenuti in un intervallo.
```
class
 QuadTree
{
  ...

  
// Find all points that appear within a range

  
function
 queryRange(
AABB
 range)
  {
    
// Prepare an array of results

    
Array of XY
 pointsInRange;

    
// Automatically abort if the range does not intersect this quad

    
if
 (!boundary.intersectsAABB(range))
      
return
 pointsInRange; 
// empty list

    
// Check objects at this quad level

    
for
 (
int
 p := 0; p < points.size; p++)
    {
      
if
 (range.containsPoint(points[p]))
        pointsInRange.append(points[p]);
    }

    
// Terminate here, if there are no children

    
if
 (northWest == 
null
)
      
return
 pointsInRange;

    
// Otherwise, add the points from the children

    pointsInRange.appendArray(northWest→queryRange(range));
    pointsInRange.appendArray(northEast→queryRange(range));
    pointsInRange.appendArray(southWest→queryRange(range));
    pointsInRange.appendArray(southEast→queryRange(range));

    
return
 pointsInRange;
  }
}
```